# 어노인팅
어노인팅(Anointing)은 기름부으심이라는 뜻으로, 대한민국의 CCM 워십팀이자 기독교 사역팀이다. 어노인팅 미니스트리라고도 한다.

## 역사
1987년 임마누엘선교단으로 시작되었다. 1997년 임마누엘선교단은 드림선교단 등의 단체들과 연합하여 다리놓는사람들으로 통합했는데, 예배사역팀으로 활동한 팀이 어노인팅이다. 이후 2003년, 보다 전문적인 예배사역을 감당하기 위해 독립하였다. 이는 2002년 10월, 한국다리놓는사람들에서 어노인팅이 분리 독립된 데 따른 것이다.

## 사명과 사역
"우리는 하나님을 예배하고, 교회를 섬기며, 서로를 세워가는 예배공동체 입니다."
어노인팅은 이 사명을 가지고 사역활동으로 목요예배, 초청집회, 강의사역, 예배학교, 예배캠프가 있다. 

## 음반

### 정규 음반
- 1집 《Anointing 01》 인도:박철순
- 2집 《Anointing 02 - 기름부으심》 인도:박철순
- 3집 《Anointing 03 - 기름부으심》 인도:정종원
- 4집 《Anointing 04 - 기름부으심》 인도:오재성
- 5집 《Anointing 05 - 기름부으심》 인도:강명식
- 6집 《Anointing 06 - 기름부으심》 인도:김영진
- 7집 《Anointing 07 - 기름부으심》 인도:박철순
- 8집 《Anointing 08 - 기름부으심》 인도:강동균
- 9집 《Anointing 09 - 기름부으심》 인도:강명식
- 10집《Anointing 10 - 기름부으심》 인도:전은주
- 11집《Anointing 11 - 기름부으심》 인도:josh davis,전은주,김재우,최요한
- 12집《Anointing 12 - 기름부으심》 인도:최요한
- 13집《Anointing 13 - 기름부으심》 인도:소병찬

### 스튜디오 음반
- 《예배자의 노래 Vol.1》
- 《예배자의 노래 Vol.2》
- 《예배자의 노래 Vol.3》

### 컨퍼런스 실황앨범
- 《예배인도자 컨퍼런스 2002 예배실황》
- 《예배인도자 컨퍼런스 2003》
- 《예배인도자 컨퍼런스 2004》
- 《예배인도자 컨퍼런스 2005》
- 《예배인도자 컨퍼런스 2006》
- 《예배인도자 컨퍼런스 2007》
- 《예배인도자 컨퍼런스 2008》
- 《예배인도자 컨퍼런스 2010》

### 예배캠프 앨범
- 《어노인팅 예배캠프 2012 LIVE》
- 《어노인팅 예배캠프 2013 LIVE》
- 《어노인팅 예배캠프 2014》
- 《어노인팅 예배캠프 2015》
- 《어노인팅 예배캠프 2016》
- 《어노인팅 예배캠프 2017》
- 《어노인팅 예배캠프 2018》
- 《어노인팅 예배캠프 2019》
- 《어노인팅 예배캠프 2020》
- 《어노인팅 예배캠프 2021》

### 베스트 앨범
- 《HYMNS 어노인팅 찬송가 - Anointing Best Selection Vol.1》

- 《HYMNS 어노인팅 찬송가 2집 -Anointing Best Selection Vol.2》
- 《어노인팅 찬송가 3집》